# Julian Wadham
Julian Neil Rohan Wadham (* 7. August 1958 in Hertfordshire) ist ein britischer Schauspieler. Er gehört zu anerkannten Schauspielern von Nebenrollen, die er neben Stars wie u. a. Bob Hoskins, John Hurt, Gérard Depardieu, Ralph Fiennes, Juliette Binoche, Ian Holm und Ben Kingsley spielte.

## Leben
Julian Wadham wurde als Sohn von Juliane und Rohan Neil Wadham geboren. Sein Vater wurde mit dem Distinguished Flying Cross ausgezeichnet.
Wadham besuchte das Ampleforth College. Einer seiner Mitschüler war Rupert Everett. Beide spielten häufig Frauenrollen im Schultheater. Schon damals entschied sich Wadham, Schauspieler zu werden.
Im Jahre 1980 absolvierte er Central School of Speech and Drama in London. Um seine Equity card zu bekommen, arbeitete er sechs Monate als Stagemanager im Wolsey Theatre in Ipswich. Der Durchbruch gelang ihm mit seinen Rollen in den Theaterstücken Another Country und Falkland South.
Im Jahre 1990 heiratete Wadham die britische Schauspielerin Shirley J Cassedy. Zusammen haben sie vier Söhne: William Francis (geb. 1991), Thomas Wyndham (geb. 1992), Oliver Julian (geb. 1994) und Samuel Nicholas (geb. 1997).

## Filmografie

### Film
- 1987: Maurice
- 1994: King George – Ein Königreich für mehr Verstand (The Madness of King George)
- 1996: Der englische Patient (The English Patient)
- 1996: The Secret Agent
- 1997: Preaching to the Perverted
- 1997: Keep the Aspidistra Flying
- 1998: The Commissioner
- 2001: Verbrechen verführt (High Heels and Low Lifes)
- 2001: Gypsy Woman
- 2004: The Third Identity – Im Bann der Macht (A Different Loyalty)
- 2004: Exorzist: Der Anfang (Exorcist: The Beginning)
- 2006: Goyas Geister (Los fantasmas de Goya)
- 2005: Dominion: Exorzist – Der Anfang des Bösen (Dominion: Prequel to the Exorcist)
- 2005: Wah-Wah
- 2008: Outpost – Zum Kämpfen geboren (Outpost)
- 2009: Double Identity
- 2010: Legacy
- 2011: Die Eiserne Lady (The Iron Lady)
- 2011: Gefährten (War Horse)
- 2012: Now Is Good
- 2012: Outpost 2: Black Sun
- 2012: Cheerful Weather for the Wedding
- 2012: Scapegoat
- 2014: The Riot Club
- 2014: Queen and Country
- 2017: Churchill
- 2017: Victoria & Abdul
- 2018: Colette
- 2018: The Happy Prince

### Fernsehen

#### Fernsehfilme, Miniserien, TV Dokumentarfilme
- 1982 Baal
- 1986 Lord Mountbatten: The Last Viceroy (Miniserie), Rolle: Arthur
- 1988 Blind Justice (Miniserie), Episoden: Permanent Blue; A Death in the Family; The One About the
- Irishman; White Man Listen; Crime and Punishment
- 1989 After the War (Miniserie), Episode: Rise and Fall
- 1994 The Trial of Lord Lucan
- 1994 Middlemarch (Miniserie)
- 1997 A Dance to the Music of Time (Miniserie), Episode: The War
- 1997 Bramwell (Miniserie), Episode: 3.6
- 1997 The Wingless Bird (Miniserie), Episoden: 1.1; 1.2; 1.3
- 1999 Toy Boys (Kurzfilm)
- 1999 The Man
- 2000 Justice in Wonderland
- 2003 Hitler - The Rise of Evil (Miniserie)
- 2004 Sherlock Holmes and the Case of the Silk Stocking
- 2004 Island at War (Miniserie), Episode: Eve of the War
- 2004 Wren: The Man Who Built Britain (TV-Dokumentation)
- 2005 Egypt (Miniserie), Episoden: The Curse of Tutankhamun; The Search for Tutankhamun
- 2005 Tom Brown’s Schooldays
- 2005 Wallis & Edward
- 2005 The Government Inspector
- 2006 Nuremberg: Nazis on Trial (TV Dokumentarserie), Episode: Hermann Goering
- 2006 Ghostboat
- 2007 My Boy Jack
- 2007 Animal Farm (TV Dokumentarfilm)
- 2007 The Last Days of the Raj
- 2009 Elegy (Kurzfilm)
- 2011 Eric & Ernie
- 2015 The Casual Vacancy (Miniserie), Episoden: 1.1; 1.3

#### Fernsehserien
- 1981: The Gentle Touch, Episode: Doubt
- 1981: Play for Today, Episode: Country
- 1982: The Agatha Christie Hour, Episode: The Manhood of Edward Robinson
- 1982: Play for Tomorrow, Episode: Bright Eyes
- 1982: BBC2 Playhouse, Episode: The Guest
- 1985: Me and My Girl, Episode: Nothing Like a Quiet Sunday
- 1986: Hot Metal, Episode: Casting the Runes
- 1988: Casualty, Episode: Drake's Drum
- 1990: Jim Bergerac ermittelt (Bergerac, Episode: A True Detective)
- 1991: Chancer, Episode: Blood; Remembrance; Secrets
- 1991: Agatha Christie’s Poirot, Episode: The Plymouth Express
- 1992: Growing Pains
- 1992: Goodbye Cruel World, Episode: 1.1; 1.2; 1.3
- 1993: Between the Lines, Episode: Honourable Men
- 1993: Stay Lucky
- 1993: Medics, Episode: 3.3
- 1993: Full Stretch, Episode: Deals on Wheels
- 1996: The Vet, Episode: A Bit of a Chance
- 1997: Pie in the Sky, Episode: Pork Pies
- 1997: Ruth Rendell Mysteries, Episode: May and June, Teil 1; Teil 2
- 1998: Kavanagh QC, Episode: Bearing Witness
- 1999: Highlander: The Raven, Episode: The Ex-Files
- 1999: Inspector Barnaby (Midsomer Murders), Episode: Death's Shadow
- 2002: Spooks – Im Visier des MI5 (Spooks, Episode: 1.2)
- 2002: Inspector Lynley, (The Inspector Lynley Mysteries, Episode: Payment in Blood)
- 2002: A Touch of Frost, Episode: Mistaken Identity, Teil 1; Teil 2
- 2003: Red Cap, Episode: Esprit de Corps
- 2004: Rosemary & Thyme, Episode: Swords into Ploughshares
- 2004: The Alan Clark Diaries, Episode: Into the Wilderness; Defence of the Realm
- 2005: Taggart, Episode: Running Out of Time
- 2005: The Brief, Episode: Forever on the Mind
- 2005: Dalziel and Pascoe, Episode: Dust Thou Art: Teil 1; Teil 2
- 2006: Agatha Christie’s Marple, Episode: Sleeping Murder
- 2008: Heartbeat, Episode: A Brush with the Law
- 2008: Foyle's War, Episode: Plan of Attack
- 2009: Lewis – Der Oxford Krimi (Lewis, Episode: The Point of Vanishing)
- 2009: 10 Minute Tales, Rolle: nový přítel, Episode: The Running of the Deer
- 2009: Inspector Barnaby (Midsomer Murders, Episode: The Creeper)
- 2011: Downton Abbey, Episode: 2.3
- 2013: Father Brown, Episode: The Flying Stars
- 2013: Re-Immerse in the Perverse (kurzer Dokufilm)
- 2014: Silk, Rolle: Jeremy Lever, Episode: 4, Staffel 3
- 2016: Tokyo Trial (Miniserie), wo er den Richter Erima Harvey Northcroft porträtierte
- 2024: Black Doves

## Theater
Chichester Festival Theatre
- The Scarlet Pimpernel, Rolle: Armand St Just
- The Philanthropist, Rolle: John
- Cavalcade, Rolle: Edward Marryot
- When we are married, Rolle: Gerald Forbes

Royal National Theatre
- Another Country, Rolle: Vaughan Cunningham
- Carrington, Rolle: Gerald Brennan
- Mountain Language, Rolle: The Officer
- Much Ado About Nothing, Rolle: Don Pedro
- Once in a while the odd things happens, Rolle: Peter Pears
- Tartuffe, Rolle: Cleante
- The Changeling, Rolle: Antonio
- The Madness of George III, Rolle: William Pitt der Jüngere
- The Tempest, Rolle: Antonio
- The Winter´s Tale, Rolle: Polixenes
- This House, Rolle: Humphrey Atkins

Royal Court Theatre
- Falkland Sound, Rolle: David Tinker
- Our Country´s Good, Rolle: Ralph Clark
- Serious Money, Rolle: Jake Todd
- That Face, Rolle: Hugh
- The Recruiting Officer, Rolle: Captain Plune

Theatre Royal Haymarket
- A Midsummer Night's Dream, Rolle: Theseus
- The Prince of Homburg, Rolle: Marshall Dorfling

Andere Theater
- A Letter Of Resignation, Rolle: Olivier, Widdowes Tour & West End
- Another Country, Rolle: Barclay, Queen´s Theatre
- Plenty, Rolle: Raymond Brock, Almedia at the Albery
- Private Lives, Rolle: Elyot, Theatre Royal Bath
- The Good Samaritan, Rolle: Alan, Hampstead Theatre

## Audio

### Audiobücher
- Ben Aaronovitch, Blood and Earth – Blake’s 7 – The Early Years
- Daphne Du Maurier, The House On The Strand

### Audioserien
- The Minister of Chance, Rolle: Minister
- Avengers – The Lost Episodes, Rolle: John Steed

### Videospiele
- Star Wars: The Old Republic